# Paparazzo

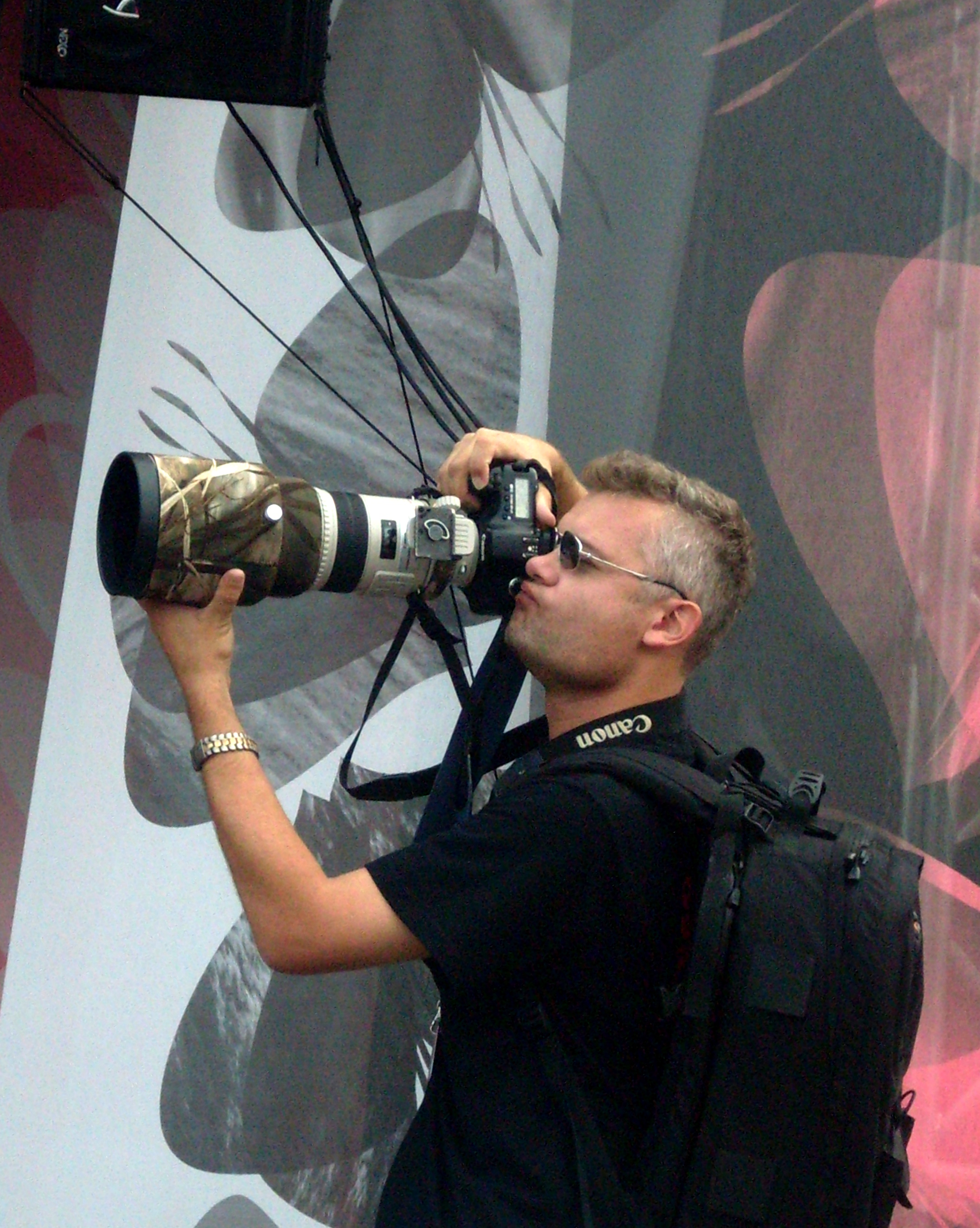
Paparazzo korzystający ze sprzętu w barwach ochronnych

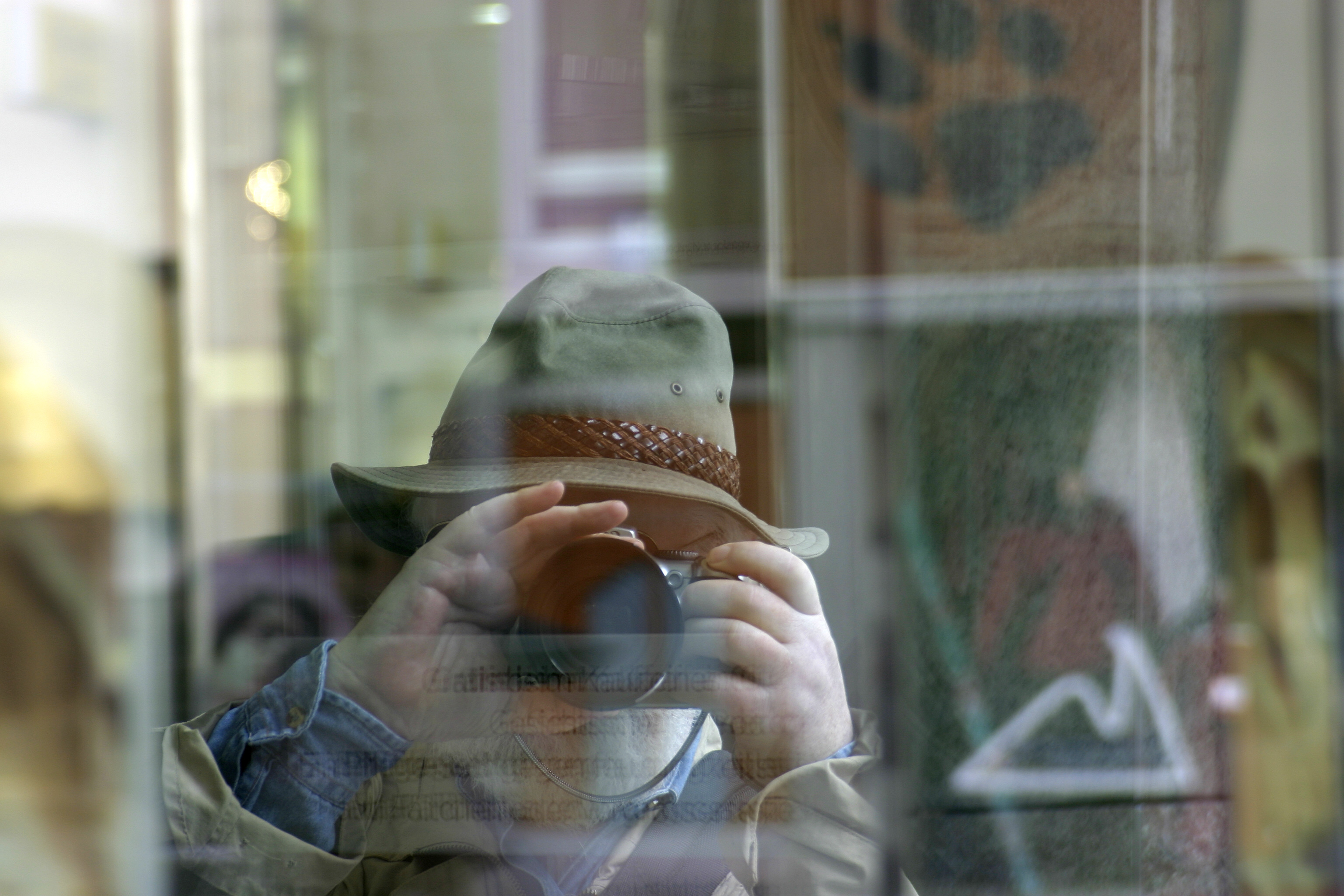
Anonimowy paparazzo przy pracy

Paparazzo (l.mn. paparazzi) – fotoreporter specjalizujący się w wykonywaniu zdjęć celebrytów, gwiazd, osób publicznych lub prominentów, z zastosowaniem uporczywej i natrętnej taktyki, jak też zwykle z naruszeniem ich prywatności.
W kontekście, w jakim zwykle stosują ten termin znane publicznie osoby, jest to określenie negatywne, odnoszące się do tych dziennikarzy, którzy bez pozwolenia wkraczają w prywatność i starają się wykonywać zdjęcia w sytuacjach niezręcznych dla fotografowanych. Redakcje czasopism natomiast używają tego pojęcia w odniesieniu do wszystkich fotografów – wolnych strzelców, specjalizujących się w wykonywaniu zdjęć sławnych osób, również wtedy, gdy wykonują oni zdjęcia w sytuacjach oficjalnych.
Ulubione motywy paparazzich to pocałunki i chwile intymności, pobyty na plaży, zakupy, zabawy z dziećmi, ale także dokumentacja kłótni rodzinnych, przemocy, nagości, śmierci i cierpienia zwłaszcza z udziałem znanych sportowców, artystów, polityków, czy innych osób budzących zainteresowanie publiczności. Odbiorcami tego typu zdjęć są przede wszystkim tabloidy oraz plotkarskie serwisy internetowe.

## Etymologia
Termin paparazzo pochodzi od połączenia słów papataceo (tępiciel komarów) i bacarozzo (tępiciel karaluchów).
Słowo paparazzo po raz pierwszy pojawiło się w filmie Federico Felliniego Słodkie życie (1960), w którym jedną z postaci jest natarczywy fotograf o imieniu Paparazzo (w tej roli: Walter Santesso).

## Techniki
Podstawową techniką paparazzich jest wykonywanie zdjęć z ukrycia lub przez zaskoczenie. Paparazzi wiele czasu spędzają w korytarzach hotelowych, przed bramami domów gwiazd, przy wejściach do znanych lokali rozrywkowych itp. – wszędzie tam, gdzie można liczyć na „złapanie” znanej twarzy w niecodziennej sytuacji.
Czasami paparazzi używają technik operacyjnych podobnych do tych, z których korzystają służby specjalne. Np.: stosują specjalne aparaty fotograficzne z teleobiektywami i filtrami polaryzacyjnymi do wykonywania zdjęć na duże odległości przez szyby, zdobywają informacje poprzez korumpowanie osób obsługujących sławne osoby, a nawet posługują się podsłuchem, prowokacją i zminiaturyzowanymi aparatami szpiegowskimi, które umożliwiają wykonywanie zdjęć z ukrycia.

## Znani paparazzi
Za prekursora zawodu paparazzo uznaje się Mathew B. Brady’ego, który w 1861 utrwalił na zdjęciach wojnę secesyjną. Erich Salomon wiele lat później przy użyciu kamery Leica zrewolucjonizował dziennikarstwo fotograficzne poprzez dokumentowane polityków śpiących w salach konferencyjnych i gwiazdy lat 30. XX wieku w niedwuznacznych sytuacjach.
Do najbardziej znanych paparazzich w Stanach Zjednoczonych należą:
- Frank Griffin – szef największej w Los Angeles agencji paparazzi „Bauer & Griffin”
- Mel Bouzad – Anglik, który dostał 120 tys. dol. za zdjęcie Jennifer Lopez i Bena Afflecka zaraz po rozwiązaniu ich zaręczyn; wiadomość dostarczyła mu przekupiona fryzjerka aktorki[3].
- Hans Paul(inne języki)

W Polsce znani są m.in. następujący paparazzi:
- Piotr Grzybowski – m.in. autor zdjęć opalającej się topless Edyty Górniak, za których publikację piosenkarka wytoczyła proces gazecie „Fakt”[4]

- Piotr Gocał – autor wielu zdjęć polskich celebrytów (m.in. Katarzyny Skrzyneckiej, Justyny Steczkowskiej, Dariusza Michalczewskiego[5][6]) i polityków (m.in. Donalda Tuska[7]).

## Ograniczenia prawne

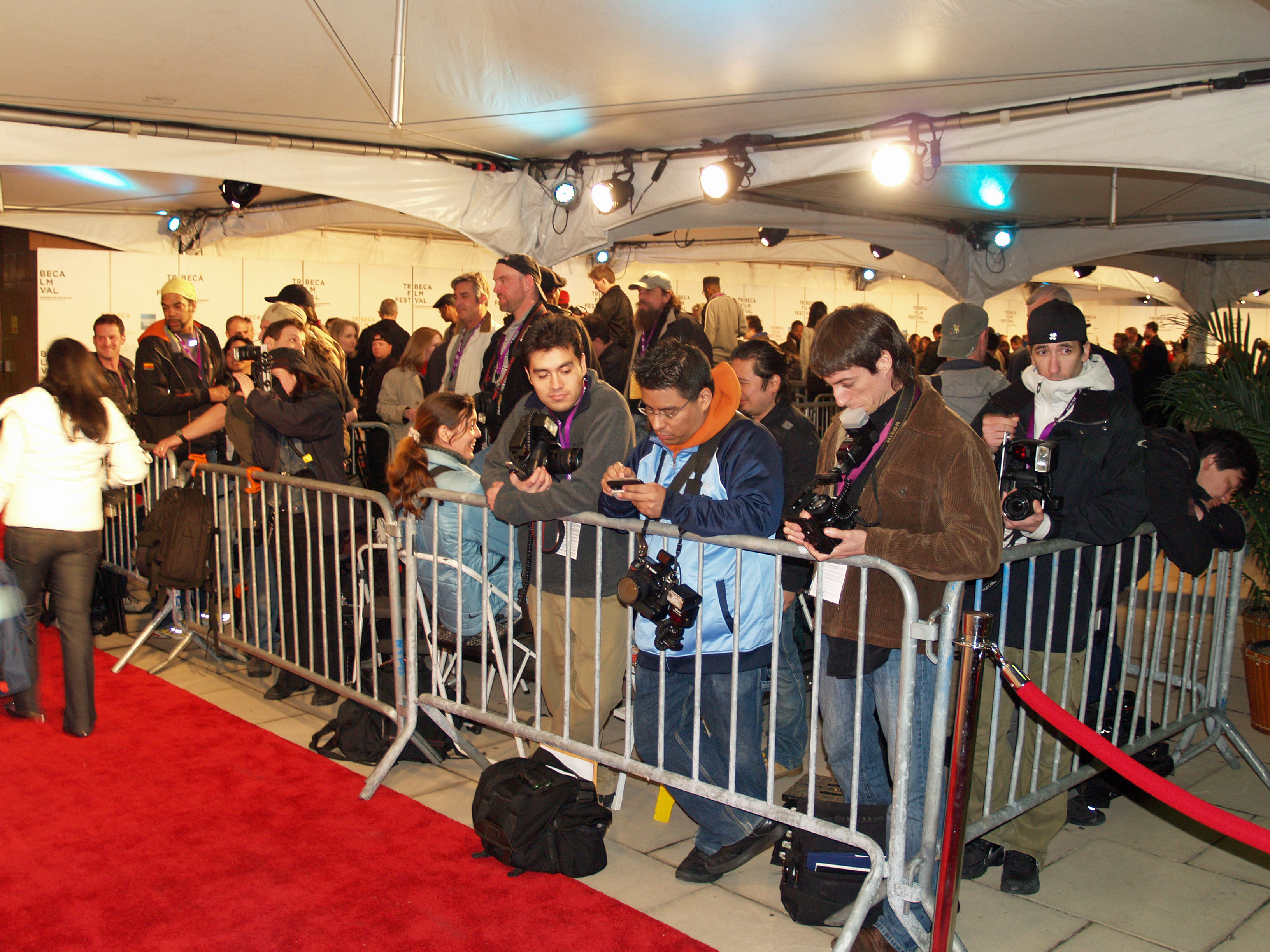
Paparazzi oczekujący na gwiazdy za barierkami

Ze względu na wzrastającą liczbę paparazzich, a także konflikty, jakie ten zawód generuje oraz rozwój techniki fotografowania, w kilku krajach świata wprowadzono regulacje ograniczające ich pracę. Powstanie tych regulacji jest często wiązane z oskarżeniami paparazzich o spowodowanie śmierci Diany (księżnej Walii) i Dodiego Al-Fayeda w 1997, kiedy to uciekali oni przed paparazzimi nocą z 30 na 31 sierpnia w wynajętym Mercedesie, który rozbił się w tunelu Alma w Paryżu, zabijając troje pasażerów (oprócz Diany i Al-Fayeda zginął również kierowca Henri Paul).
W Wielkiej Brytanii w 1997 wprowadzono Ustawę o ochronie przed molestowaniem (Protection from Harassment Act), która utworzyła instytucję Press Complaints Commission mającą prawo wprowadzania zakazu publikowania zdjęć określonych fotografów i nakładania kar pieniężnych na czasopisma, które je drukują. W 1999 stan Kalifornia, na wniosek gubernatora Arnolda Schwarzeneggera przyjął prawo przeciw paparazzim, które zostało wzmocnione sankcjami karnymi w 2005
W Europie kontynentalnej w kilku krajach istnieją przepisy w prawie prasowym zabraniające wykonywania fotografii osób publicznych bez ich zgody, w sytuacjach niezwiązanych z ich pracą lub wykonywaną funkcją. Poważny wpływ na prawodawstwo w Europie miała wygrana sprawa wytoczona rządowi Niemiec przez Karolinę Grimaldi, księżniczkę Monako przed Europejskim Trybunałem Praw Człowieka, który przyznał tej ostatniej prawo do prywatności w sytuacjach niezwiązanych z wykonywanymi przez nią funkcjami reprezentacyjnymi, uzasadniając, że ochrona prywatności jest jednym z podstawowych praw człowieka.